# Григорій Лобода
Григо́рій Лобода́ (12 квітня 1557, Київщина — 1596, поблизу Лубен) — український державний і військовий діяч, Гетьман Війська Запорозького (1593—1594, 1594 - 1595, 1595 - 1596, 1596 роки). Керівник походів на Молдову та Угорщину та один із лідерів у війні 1591 - 1599 років Війська Запорозького проти Речі Посполитої.

## Життєпис
Родом із Київщини, представник козацької буржуазії. У 1593 році вперше обраний Гетьманом Війська Запорозького після загибелі Гетьмана Криштофа Косинського. 
Наприкінці 1593 року Лобода здійснив похід на Оргіїв (Молдова). У березні–квітні 1594 року  керував загоном козаків під час походу на Акерман (нині м. Білгород-Дністровський). У лютому–травні 1595 року загони Лободи й Северина Наливайка входили до складу військ антитурецької "Священної ліги". Восени 1595 року – взимку 1596 року військо Лободи чисельністю 8–10 тис. козаків  контролювало всю Київщину та Південну Білорусь. Пояснював ці дії як такі, що спрямовані на відновлення козаками своїх сил. Виказував готовність до примирення з урядом. Навесні 1596 брав участь у бойових діях проти польського карального війська під Білою Церквою. Вів таємні переговори з гетьманом польним коронним С.Жолкевським . У травні 1596, під час облоги козацького табору військом Речі Посполитої в урочищі Солониця (біля Лубен) на річці Сулі, Лободу запідозрено у веденні переговорів із коронним гетьманом Станіславом Жолкєвским, звинувачено у зраді  й страчено козаками.

### Обставини козацького союзу з Рудольфом ІІ
У 1594 і 1595 роках був керівником походів Війська Запорозького на Молдову в якості союзника Рудольфа ІІ - Цісаря Габсбурґів.
Рудольф II у 1592 році послав  до козаків посла, який мав забезпечити підтримку козаків у його війні проти османів. Козаки на прохання Рудольфа II взяли місто Гюргево (Оргіїв) у Молдові; у 1594, на доручення Рудольфа, взяли місто Ясси під командуванням Лободи й під командуванням Наливайка козаки ввійшли в Угорщину. У той же час Кримська держава здійснила потужний військовий похід на українські землі.
У 1596 році, після оголошення про Унію православної та католицької церков, Северин Наливайко  разом із Лободою підняв антиунійне повстання.

### Війна Северина Наливайка
Лобода зібрав усі козацькі війська, поділив їх на 4 частини: одну частину під проводом Наливайка він послав на Волинь, другу під проводом Матвія Шаули послав на Литву, третю під своїм доводом залишив в Україні, четверту під доводом Кошового Яна Орішевського залишив для охорони Дністрових порогів. Гетьман Лобода послав на Січ розпорядження до кошового Каспара Підвисоцького — забезпечити флотилією переправу на лівий берег Дніпра та зірвати полякам переправу.
Проти козацьких військ король Сигізмунд III Ваза послав коронного гетьмана Станіслава Жолкевського, який спочатку відтіснив Наливайка з Волині, пізніше під Білою Церквою Лобода, відкликавши Матвія Шаулу з Литви, після кількох сутичок був змушений був відійти за Дніпро. У березні 1596 Лобода був позбавлений булави, але після поранення Матвія Шаули в бою поблизу урочища Гострий Камінь (недалеко Трипілля на Київщині), його знову обрали гетьманом.

### Сім'я

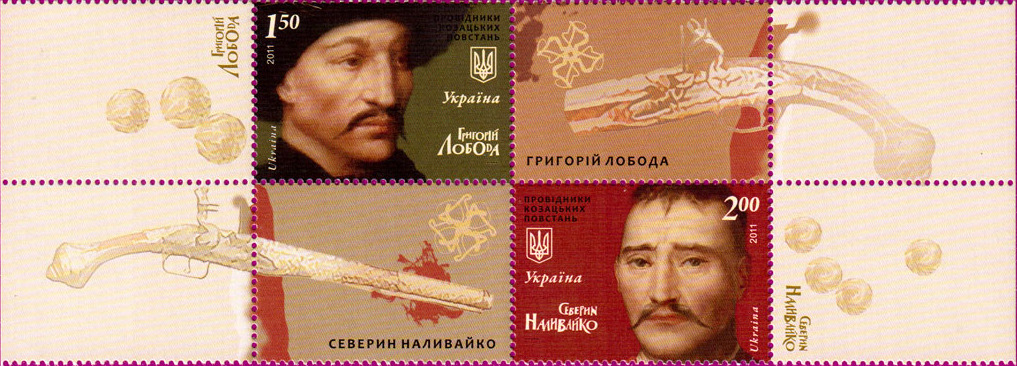
Поштова марка 2011 року, на якій зобразили Григорія Лободу (зверху) і Северина Наливайко.

Дружина — представниця шляхетського роду Оборських (зокрема, Ян Оборський — барський підстароста у 1580 році), заміж вийшла з примусу її вихователів.